# Bandeiranti
Bandeiranti (portugalsko: [bɐ̃dejˈɾɐ̃tʃis]; lit. 'nosilci zastave') so bili naseljenci v Portugalski Braziliji, ki so sodelovali na raziskovalnih potovanjih v zgodnjem novem veku, da bi razširili meje kolonije in podredili domorodne Brazilce. Imeli so pomembno vlogo pri širjenju kolonije do današnjih meja neodvisne Brazilije, onkraj meja, določenih s pogodbo iz Tordesillasa iz leta 1494. Bandeiranti so zasužnjili na tisoče staroselcev, kar je na koncu odigralo pomembno vlogo pri genocidu nad staroselci v Braziliji.
Večina bandeirantov je imela sedež v regiji São Paulo, ki je bila del kapitanije São Vicente od 1534 do 1709 in kapitanije São Paulo od 1709 do 1821. Mesto São Paulo je služilo kot domača baza za najbolj znane bandeirante. Nekateri bandeiranti so bili potomci portugalskih kolonistov, ki so se naselili v São Paulu, večina pa je bila mesticev (prva generacija otrok portugalskih in avtohtonih staršev). Razlog za to je bila mešana generacija, ki je bila norma v kolonialni brazilski družbi, pa tudi poligamija.
Čeprav so prvotno želeli podjarmiti in zasužnjiti domorodna ljudstva, so bandeiranti pozneje začeli osredotočati svoje odprave na iskanje nahajališč zlata, srebra in diamantov ter ustanavljanje rudnikov. Ko so se v iskanju dobička in pustolovščin podali v neznana območja, so bandeiranti razširili dejanske meje kolonije. Bandeirant je govoril mešanico portugalščine in splošnega jezika Paulista, ki je bil glavni vir toponimov v brazilski notranjosti.

## Ime
Izraz izvira iz portugalskega bandeira ali 'zastava', v širšem smislu pa skupina vojakov, ločena vojaška enota ali napadalna skupina. V srednjeveški Portugalski je bila bandeira vojaška enota 36 vojakov. Besed niso uporabili bandeiranti sami. Uporabljali so besede, kot so vstop (entrada), potovanje, družba, odkritje in redko ladjevje ali vojna. En pisec datira bandeira iz leta 1635 in bandeirante iz leta 1740.

## Paulisti
Pred bandeiranti, so bili pavlisti. Brazilija je bila prvotno obalni pas med gorami in morjem, kjer so prevladovale plantaže sladkornega trsa, ki so jih obdelovali sužnji. Ko so Portugalci prečkali gore do planote São Paulo, so bili odrezani od morja in so se soočili z veliko divjino na severu in zahodu, kjer bi lahko našli svoje bogastvo ali umrli v poskusu. Obalni Portugalci so uporabljali afriške sužnje, medtem ko so Paulisti uporabljali indijanske sužnje ali delavce, mnogi pa so bili tudi sami delno Indijanci.

## Začetek Bandeirantov
S pogodbo v Tordesillasu leta 1494 je bila južnoameriška celina razdeljena med Portugalski in Španski imperij vzdolž poldnevnika 370 lig zahodno od Zelenortskih otokov. Številni Bandeiranti so bili mulati in so prihajali iz portugalske naselbine v São Paulu, ki so jih poslali na  raziskovanje notranjosti države. Z raziskovanjem notranjosti države je Portugalska lahko zahtevala zemljišče, ki je preseglo črto, ki jo je narisala pogodba iz Tordesillasa leta 1494 in začela zajemati to, kar je današnja država Brazilija. Bandeiranti so običajno šteli od 50 do nekaj tisoč in so jih sponzorirale bogate elite. Mnoge od teh odprav v notranjost Brazilije so postavile trgovske postojanke in zgradile ceste, ki so povezovale naselja.

## Suženjstvo
Glavni poudarek misij bandeirantov je bilo ujeti in zasužnjiti domorodno prebivalstvo. To so izpeljali s številnimi taktikami. Bandeiranti so se običajno zanašali na nenadne napade, preprosto napadli vasi ali skupine domorodcev, pobili vse, ki so se upirali in ugrabili preživele. Lahko so uporabili tudi zvijače; ena pogosta taktika je bila preobleka v jezuite, pogosto prepevanje maše, da bi domačine zvabili iz njihovih naselij. V tistem času so imeli jezuiti zaslužen sloves kot edina kolonialna sila, ki je v jezuitskih redukcijah regije do domorodcev ravnala do neke mere pošteno. Če privabljanje domačinov z obljubami ne bi delovalo, bi bandeiranti obkolili naselja in jih zažgali, prebivalce pa prisilili na prosto. V času, ko so uvažali afriške sužnje sorazmerno dragi, so lahko bandeiranti prodali veliko število domačih sužnjev z velikim dobičkom zaradi njihove relativno nizke cene. Bandeiranti so se povezal tudi z lokalnim plemenom in jih prepričali, da so na njihovi strani proti drugemu plemenu, in ko sta bili obe strani oslabljeni, bi Bandeiranti ujeli obe plemeni in ju prodali v suženjstvo.
Do 17. stoletja so jezuitski misijoni postali priljubljena tarča odprav. Bandeira, ki se je zgodila leta 1628 in jo je organiziral Antônio Raposo Tavares, je vdrla v 21 jezuitskih vasi v zgornji dolini Parana in na koncu ujela okoli 2500 domačinov. Taktika bandeira je bila postaviti domorodna plemena eno proti drugemu, da bi jih oslabili in nato zasužnjili obe strani.
Leta 1636 je Tavares vodil bandeiro, ki jo je sestavljalo 2000 zavezniških Indijancev, 900 mamelukov in 69 belih paulistov, da bi našli plemenite kovine in kamne ter ujeli Indijance za suženjstvo. Samo ta odprava je bila odgovorna za uničenje večine jezuitskih misijonov španske Guayrá in zasužnjevanje več kot 60.000 domorodnih prebivalcev. Med letoma 1648 in 1652 je Tavares vodil tudi eno najdaljših znanih ekspedicij od São Paula do izliva reke Amazonke, pri čemer je preiskoval številne njene pritoke, vključno z Rio Negrom, na koncu pa je prevozil razdaljo več kot 10.000 kilometrov. Odprava je odpotovala v andski Quito, ki je bil del španskega podkraljevstva Peru, in tam ostala kratek čas leta 1651. Od 1200 mož, ki so zapustili São Paulo, jih je samo 60 doseglo končni cilj v Belému.

## Odnosi z jezuiti
Bandeiranti in jezuiti se niso strinjali glede ravnanja z domačini. Jezuiti so želeli spreobrniti domorodno prebivalstvo v krščanstvo, medtem ko so Bandeiranti želeli domorodno prebivalstvo prodati v suženjstvo. Jezuitski vodja oče Antonio Ruiz de Montoya je poskušal odpeljati 12.000 domorodcev na varno v Argentino, da bi jih rešil pred Bandeiranti. S smrtjo Diega Alfara iz rok Bandeiranta je zagotovo prišlo do spopada med obema skupinama in vse je prišlo do vrhunca, ko sta Jerónimo Pedroso de Barros in Manuel Pires napadla jezuitski tabor. Jezuiti, ki jih je vodil oče Pedro Romero, so imeli silo okoli 4200 proti sili Bandeirantov okoli 3500. Romero je odbil napad in zmagal. Z Madridsko pogodbo (13. januarja 1750) sta se Španija in Portugalska strinjali, da razpustita jezuitske misijone, imenovane Misiones Orientales. Jezuiti so se borili proti temu redu in privedli do vojne Gvaraní, v kateri so se Španci in Portugalci borili proti domorodnemu prebivalstvu Gvarani. Kljub zgodnjim neuspehom zaradi gverilske taktike so Španci in Portugalci napadli in José Joaquín de Viana je premagal vodjo Gvaranov Sepéja Tiarajuja in nadaljeval z uničenjem jezuitskih misijonskih taborišč. Bitka je končala vojno in ko je Portugalska leta 1759 izgnala jezuite iz države, je končala odnose med jezuiti in bandeiranti.

## Fernão Dias Pais Lemme
Bandeirante Fernão Dias se je rodil v São Paulu leta 1608 v premožni družini in je večino svojega zgodnjega življenja preživel kot kmet v Pinheirosu, preden je leta 1626 postal dohodkovni inšpektor. Vendar je bilo leta 1638 ko bo tisti, ki so ga kasneje imenovali Lovec na smaragde, prvič okusil odpravo, ko se bo pridružil Antôniu Raposu Tavaresu na njegovi odpravi v sedanje države Paraná, Santa Catarina in Rio Grande do Sul. Leta 1644 je odšel na lastno ekspedicijo. V ekspediciji leta 1661 je Dias v poskusu, da bi našel več domorodcev za sužnje, raziskoval južno od gorovja Anumarana v kraljestvu Guaianás. Dias se je vrnil leta 1665 s 4000 sužnji iz treh različnih plemen. Med Diasovo ekspedicijo leta 1671 je dobil vzdevek, saj je našel smaragde v Sabarabuçuju. Leta 1681 je Dias umrl zaradi bolezni med ekspedicijo, na kateri je našel turmalin.

## Lov na zlato
Poleg ujetja domorodcev kot sužnjev je bandeiranti pomagali razširiti moč Portugalske s širitvijo njenega nadzora nad brazilsko notranjostjo. Skupaj z raziskovanjem in poselitvijo tega ozemlja so odkrili tudi rudna bogastva za Portugalce, ki jih prej niso mogli izkoristiti.
V 1660-ih je portugalska vlada ponudila nagrade tistim, ki so odkrili nahajališča zlata in srebra v notranji Braziliji. Tako so se bandeiranti, ki jih je gnal dobiček, podali v globine Brazilije, ne samo da bi zasužnjili domorodce, ampak tudi zato, da bi našli rudnike in prejeli vladne nagrade. Ko se je število domorodcev zmanjšalo, so se bandeiranti začeli intenzivneje posvečati iskanju mineralov.
Ta raziskovanja so sprožila tako imenovano brazilsko zlato mrzlico v 1690-ih. Zlata mrzlica je bila ena največjih na svetu in je ustvarila največje rudnike zlata v Južni Ameriki. Zaradi tega so številni ljudje s severa Brazilije odšli na jug v upanju, da bodo našli zlato.

## Zapuščina
Bandeiranti so bili odgovorni za odkritje mineralnih bogastev in skupaj z misijonarji za ozemeljsko širitev osrednje in južne Brazilije. Zaradi tega rudnega bogastva je Portugalska v 18. stoletju postala bogata. Kapitanija São Vicente je posledično postala osnova podkraljestva Brazilije, ki je v nadaljevanju obsegalo sedanje države Santa Catarina, Paraná, São Paulo, Minas Gerais, Goiás, del Tocantinsa in obe Severni in južni Mato Grosso. Bandeiranti so bili odgovorni tudi za nestabilne odnose med Španskim in Portugalskim imperijem, saj so v bistvu vodili nenajavljeno vojno proti avtohtonim prebivalcem, ki so bili povezani s Španijo ali jezuiti. Z le nekaj obrobnimi španskimi naselbinami, ki so preživele in večino jezuitskih misijonov preplavile, je de facto nadzor Portugalske nad večino današnjega jugovzhodnega, južnega in osrednjega zahodnega ozemlja Brazilije priznala Madridska pogodba leta 1750 in pogodba iz San Ildefonsa leta 1777. Poleg tega je Portugalska uradno izgnala jezuite leta 1759, kar je dodatno zmanjšalo sposobnost jezuitov, da se uprejo.
Kljub nepoznavanju geografije, vede, ki je pavlisti starodavnih časov niso poznali, so le s pomočjo sonca prodrli v notranjost Amerike in osvajali plemena. Nekateri so odšli v zaledje Goiasa, vse do reke Amazonke; drugi so šli vse do obale od reke Patos do reke Plate in vse do rek Urugvaj in Tibagi; in gredo gorvodno vzdolž reke Paragvaj do Parane [...] nekateri so prečkali obsežno zaledje onkraj reke Paragvaj vse do visokih gora kraljestva Peru. Pavlisti so se morali boriti proti svojim sovražnikom in proti naravi: glede slednje so se morali boriti proti vremenu, glede prve pa proti jezi in sovraštvu. Pomanjkanje zalog jih je lahko spravljalo v obup, če ne bi bili navajeni jesti plodov zaledja: divjega medu, divjih orehov, sladkih in grenkih palmovih srčkov ter korenin užitnih rastlin. (Pedro Taques de Almeida Paes Leme)
Vendar pa je rasla nova vrsta moških, divja, da, in neobvladljiva, a takšna, v kateri bo infuzija domorodne ameriške krvi kmalu povzročila neusmiljeno povečanje delovanja in dosežkov. Medtem ko so Španci v Paragvaju ostali tam, kamor jih je postavil Irala, in večinoma brezbrižno obravnavali odkritja, do katerih so prišli prvi konkvistadorji, so Brazilci še dve stoletji raziskovali državo. Ti odločni pustolovci so preživeli mesece in mesece v divjini, lovili sužnje in iskali zlato in srebro, pri čemer jih je vodilo tisto, kar so se naučili od ameriških staroselcev. Sčasoma jim je uspelo zase in za rodbino Braganza zagotoviti najbogatejše rudnike in največje ozemlje v Južni Ameriki. Ta pridobitev je bila najlepši del vse naseljene zemlje.(Robert Southey, 1819)

## 20. in 21. stoletje
Bandeiranti so bili pomemben del gibanja za neodvisnost v 1920-ih, saj so postali simbol brazilskega ponosa. Velik del tega gibanja je bil prikazati bandeirante kot čiste Brazilce in da predstavljajo pogum in njihov občutek za dosežke. V tem času je bilo o bandeirantih posnetih veliko pesmi, slik, filmov in knjig. V tem času je bilo postavljenih veliko kipov, vključno s Spomenik bandeirantom|Monumento das Bandeiras]] v São Paulu.
V 21. stoletju so se pojavili pozivi, naj prenehajo častiti bandeirante. V Braziliji so bili napoteni stražarji, da bi zaščitili kipe bandeirantov pred vandalizmom. Kipi so bili kritizirani, ker slavijo bandeirante zaradi njihove prakse zasužnjevanja domorodnega prebivalstva. Ta novi val se poskuša soočiti s kontroverzno preteklostjo Brazilije in njeno prakso poveličevanja trgovcev s sužnji. Pozivi k podiranju kipov so se znova okrepili, ko je Britanija 7. junija 2020 odstranila kip Edwarda Colstona. 24. julija 2021 so protestniki kot odgovor na nacionalistično retoriko brazilskega predsednika Jaira Bolsonara zažgali kip Borba Gato v São Paulu. Poziv k odstranitvi kipov ni omejen na Brazilijo – tudi druge države Južne Amerike so pozvale k odstranitvi kipov, ki prikazujejo suženjstvo v pozitivni luči.